# Charles d'Espinay (réalisateur)
Pour les articles homonymes, voir Charles d'Espinay.
Charles Louis Vrignoneaux dit Charles d'Espinay, né à Paris 13e le 30 novembre 1902 et mort à Paris 17e le 7 juillet 1969, est un producteur et un réalisateur français.

## Biographie
Fils d'un cordonnier, Charles Vrignoneaux fait des études à l'École pratique des hautes études, puis s'installe au 27, quai de Bourbon en juillet 1927 et crée sous le nom de Charles d'Espinay de Briort, avec sa demi-sœur Germaine Drancourt (devenue pour l'occasion Marie de Rancourt), un cabinet de recherches et d'études généalogiques appelé Institut Héraldique de France,. Alors qu'il n'est pas un professionnel du cinéma, il monte en avril 1937 sa propre maison de production, Impérial-Film-Production, avenue des Champs-Élysées, afin de réaliser ce qui sera son premier et unique long métrage, Yamilé sous les cèdres, d'après le roman d'Henry Bordeaux paru en 1923.
Empêtré dans une affaire de faux et usage de faux en écritures publiques et privées et d'usurpation de nom et de titres nobiliaires ,, il quitte prématurément les plateaux de cinéma en laissant plusieurs projets de films derrière lui.
Mort à Paris à l'âge de 66 ans, Charles d'Espinay, qui vivait à Genève, était veuf de Joan Ferris, une femme de lettres anglaise qu'il avait épousé en avril 1938 à Champeaux (Ille-et-Vilaine),,.

## Filmographie
- 1939 : Yamilé sous les cèdres[13]
- 1945 : Visions d'Orient (court métrage)[14].

Projets annoncés et non réalisés
- 1938 : L'Affaire Laury, d'après le roman La Chartreuse du Reposoir d'Henry Bordeaux[15], avec José Noguero, Marcelle Géniat et Éve Francis dans les rôles principaux[16].
- 1938 : Mirages d'Orient[17]
- 1938 : Cœurs basques, d'après le roman de Pierre Apestéguy, avec José Noguero, Charles Vanel et Dora del Monte dans les rôles principaux[18].
- 1938 : L'Or noir[19], d'après le roman d'André Michel[20]
- 1939 : Le Crime de Rouletabille, d'après le roman de Gaston Leroux[21], avec Albert Préjean dans le rôle-titre[22].
- 1939 : Sous la Coupole, un film-documentaire sur l'Académie Française[23].

## Publications
sous le nom de Charles-Louis Vrignoneaux
- 1924 : Camoëns, étude parue dans Le Figaro du 12 juillet 1924[24].

sous le nom de Charles d'Espinay de Briort
- 1925 : Lettres inédites d'Edgar Quinet à Michelet, étude parue dans Le Figaro, supplément littéraire, du 18 avril 1925, p. 1.
- 1925 : Le destin de l'Empereur. Une lettre inédite du père de Napoléon, étude parue dans Le Figaro, supplément littéraire, du 9 mai 1925, p. 1.
- 1925 : Les Brohan (d'après une correspondance inédite), étude parue dans Le Figaro, supplément littéraire, du 5 septembre 1925, p. 3.
- 1929 : Correspondance inédite entre le Prince Impérial et Ernest Lavisse, étude parue dans la Revue des Deux Mondes du 1er avril 1929, pp. 555-591.
- 1929-1937 : Le Blason, revue mensuelle d'art et de science héraldique, organe officiel de l' Institut Héraldique de France.